# 2007 ve filmu

## Filmy roku 2007

### Americké filmy
- Auto zabiják (režie: Quentin Tarantino)
- Ed Gein: The Butcher of Plainfield (režie: Michael Feifer)
- Osudové selhání (režie: Billy Ray)
- Piráti z Karibiku: Na konci světa (režie: Gore Verbinski)
- Resident Evil: Zánik (režie: Russell Mulcahy)
- Shrek Třetí (režie: Chris Miller)
- Smrtonosná past 4.0 (režie: Len Wiseman)
- Tahle země není pro starý (režie: bratři Coenové) – Oscar za nejlepší film
- Transformers (režie: Michael Bay)
- Zodiac (režie: David Fincher)

### Britské filmy
- 28 týdnů poté (režie: Juan Carlos Fresnadillo)
- Harry Potter a Fénixův řád (Velká Británie/USA; režie: David Yates)
- Jednotka příliš rychlého nasazení (režie: Edgar Wright)
- Pokání (režie: Joe Wright)
- Prázdniny pana Beana (režie: Steve Bendelack)
- Sunshine (režie: Danny Boyle)

### České filmy
- ...a bude hůř (režie: Petr Nikolaev)
- Baletky (televizní film)
- Edith Piaf (Francie/Spojené království/Česko; režie: Olivier Dahan)
- Kvaska (režie: Mirjam Landa)
- Operace Silver A (televizní film, režie: Jiří Strach)
- Plný kapsy šutrů (televizní film, režie: Jan Brichcín)
- Pusinky (režie: Karin Babinská)
- ROMing (Česko/Rumunsko/Slovensko; režie: Jiří Vejdělek)
- Smrt Hippodamie (televizní film; režie: Rudolf Tesáček)
- Škola žen (televizní film; režie: Ivan Rajmont)
- Tajnosti (Česko/Slovensko; režie: Alice Nellis) – Český lev za nejlepší film
- Trapasy (televizní povídkový film; režie: Zdeněk Zelenka, Tomáš Krejčí)
- Václav (režie: Jiří Vejdělek)
- Vratné lahve (režie: Jan Svěrák)
- Všichni do jednoho (režie: Karel Žalud)
- Záviš - Kníže pornofolku pod vlivem Griffithovy Intolerance (dokumentární film, režie: Karel Vachek)

### Francouzské filmy
- Angel (Spojené království/Belgie/Francie, režie: François Ozon)
- Edith Piaf (Francie/Spojené království/Česko; režie: Olivier Dahan)
- Taxi 4 (režie: Gérard Krawczyk)

## Úmrtí
- 25. února Jan Teplý (* 1931), český herec
- 13. března Karol Spišák (* 1941), slovenský herec a režisér
- 1. dubna Ladislav Rychman (1922–2007), český režisér
- 6. dubna Luigi Comencini (1916–2007), italský filmový režisér a scenárista
- 19. července Jiří Zahajský (* 1939), český herec

## Události
- MFF Karlovy Vary 2007
- Český lev 2007
- Zlaté maliny za rok 2007